# Jonas Gardell
Lars Jonas Holger Gardell, född 2 november 1963 i Täby, är en svensk författare, dramatiker, komiker och artist. 
Sedan författardebuten 1979 har Gardell skrivit en mängd romaner, tv- och filmmanus, shower och sångtexter. Hans böcker är översatta till ett tjugofemtal språk. Bland de mer uppmärksammade romanerna finns En komikers uppväxt (1992) och romantrilogin Torka aldrig tårar utan handskar som släpptes mellan 2012 och 2013. Båda romanerna har filmatiserats till TV-serier som visats på SVT.
Gardell har vunnit flera priser, bland annat en Guldbagge för bästa manus till Pensionat Oskar, det svenska TV-priset Kristallen för serien De halvt dolda, Prix Futura för romanen En komikers uppväxt, Frödingstipendiet, Stora Svenska Talarpriset samt Tage Danielsson-priset 1996. Han promoverades 2007 till teologie hedersdoktor vid Lunds universitet, 2013 till medicine hedersdoktor vid Linköpings universitet och 2018 till filosofie hedersdoktor vid fakulteten för humaniora, psykologi och teologi vid Åbo Akademi.

## Biografi

### Uppväxt och tidig karriär
Jonas Gardell är son till professorn i socialpsykologi Bertil Gardell och psykologen Ingegärd Gardell, född Rasmussen. Han är bror till Mattias Gardell och Stina Gardell. Gardell växte upp i Enebyberg norr om Stockholm med föräldrar och tre syskon; han var själv näst yngst. Båda föräldrarna var psykologer och var uppmuntrande till att låta fantasin flöda hos sina barn. Familjen var kristen och aktiv inom baptistkyrkan.
Föräldrarna separerade när Jonas Gardell var ung (skilde sig 1983) och fadern lämnade familjen för sin karriär och en ny kvinna. Jonas Gardell har vid flera tillfällen sagt att hans far var en sådan människa som bara blivit älskad men aldrig älskat tillbaka. Skilsmässan tog Gardell hårt och han har i efterhand sagt att "den krasch min familj då gjorde kunde inga skyddsnät stå emot." Han vände sorgen utåt och började som 14-åring att tillbringa tid vid Klara norra kyrkogata i Stockholm, känt tillhåll för unga, manliga prostituerade. Det som han upplevde där fick honom att lova sig själv att aldrig bli ett offer, någon som kan ömkas.
Efter samhällsvetenskaplig gymnasieutbildning sökte sig Jonas Gardell till scenskolan som 18-åring, men när han fick reda på att han var den 500:e som skulle provspela för Hamlet såg han det som omöjligt. Han bestämde sig då för att bli konstnär och öppnade ett konstgalleri tillsammans med några vänner. Gardell levde på socialbidrag och arbetade som krokimodell. Samtidigt skrev Gardell noveller och dikter och han debuterade som författare 1979 som 18-åring med diktsamlingen Den tigande talar.

### Karriär

#### Författarskap
1985 utkom Gardells första roman Passionsspelet. Romanen handlar om hans homosexualitet, om att få vara den man är, och att kunna bli accepterad av andra och sig själv. 
Gardell har själv beskrivit att han under den första delen av sitt författarskap främst skrev relativt tunna böcker som kretsade kring hans uppväxt på 1970-talet, ett exempel på det är trilogin En komikers uppväxt (1992). Efter romanen Jenny (2006) kände han sig klar med det självbiografiska och hans författarskap fick en tydligare dokumentär inriktning där han i flera romaner återkommande började skildra HBTQ-historia i Sverige.
Romantrilogin Torka aldrig tårar utan handskar utkom mellan 2012 och 2013 och mötte god kritik. Trilogin skildrar HIV-epidemin under 1980-talet och hur den spred sig bland unga homosexuella män. Böckerna filmatiserades av Simon Kaijser och Gardell stod för manus. Torka aldrig tårar utan handskar vann flera priser och fick ett mycket brett genomslag.
Tro och teologi är återkommande i hans verk. Gardell menar själv att de teologiska fackböckerna, Om Gud (2003) och Om Jesus (2009), som är bland det bästa han skrivit rent stilistiskt.
Romanen Till minne av en villkorslös kärlek blev en av 2018 års mest sålda skönlitterära böcker i Sverige. År 2021 utkom han med romanen Ett lyckligare år som bland annat skildrar filosofen Pontus Wikners ungdomsår i Uppsala på 1850-talet.
År 2022 debuterade han som barnboksförfattare med Sagan om den lilla gråsparven, illustrerad av Martin Jacobson.

#### Manus
Den första långfilmen efter manus av Jonas Gardell, Pensionat Oskar, hade premiär 1995. Filmen fick hösten 1995 stora kritikerpriset vid Festival des Films du Monde i Montréal, och Gardell fick en Guldbagge för bästa manus. Gardell har även skrivit manus till filmen Livet är en schlager, från vilken ledmotivet "Aldrig ska jag sluta älska dig" med text av Gardell blev en stor hit. Låten sjöngs senare in av Gardell och nådde andraplatsen på Svensktoppen.

#### Scen
Han inledde sin scenkarriär år 1986 med Good night Mr Moon och har sedan dess haft flera hyllade föreställningar. 1989 hade scenshowen Kim och Jonas premiär. Showen sattes upp tillsammans med kompositören och musikern Kim Hedås och sändes på SVT. Kim och Jonas bidrog till att etablera Gardell som en av sin generations mest uppmärksammade ståuppkomiker och artister.
År 2013 började han turnera med ”Mitt enda liv” som blev en publiksuccé. År 2016 hade han premiär för scenshowen 30 år tillsammans där han gjorde bokslut över 30 år som scenartist.

#### TV och radio
Som sig själv har Gardell medverkat i ett flertal svenska tv-program, såsom Stjärnorna på slottet, Så ska det låta, Doobidoo och Sommarkrysset.
Han tävlade i Melodifestivalen 2018 i den andra semifinalen med låten "Det finns en väg" och kom på sjunde plats.
Jonas Gardell har varit värd för Sommar i P1 1990, 1991, 1992, 2013, 2019 och Vintervärd 1991, 2008.

### Hedersdoktor
Gardells tro är ett ofta återkommande tema i hans verk och han anger Bibeln som sin största inspirationskälla. Gardell utnämndes i december 2007 till teologie hedersdoktor vid Lunds universitet med motiveringen:
| ”                  | Genom hela hans författarskap finns ett fokus på marginaliserade människor i utanförskap, som genomsyras av försvar för mänsklig värdighet och mänskliga rättigheter. Få människor kan som han samla människor över generationsgränser och kombinera humor och allvar med en träffsäkerhet som gör honom till en viktig samhällskommentator och kritiker | „ |
| – Ur motiveringen, | |   |

Utnämningen väckte kritik från vissa teologer och två medlemmar av fakultetskollegiet reserverade sig mot beslutet.
Den 30 maj 2008 promoverades Jonas Gardell i Lunds domkyrka. Dagen innan höll han sin promotionsföreläsning "Bjuden till bords av Jesus" i den fullsatta Allhelgonakyrkan i Lund.
Den 17 maj 2013 promoverades Gardell till medicine hedersdoktor vid Linköpings universitet. Denna gång mötte en del av själva motiveringen, "för sin mångfasetterade beskrivning av ett mörkt kapitel i svensk medicinhistoria", viss kritik.
Den 25 maj 2018 promoverades Gardell till filosofie hedersdoktor vid fakulteten för humaniora, teologi och psykologi vid Åbo Akademi.

### Familj

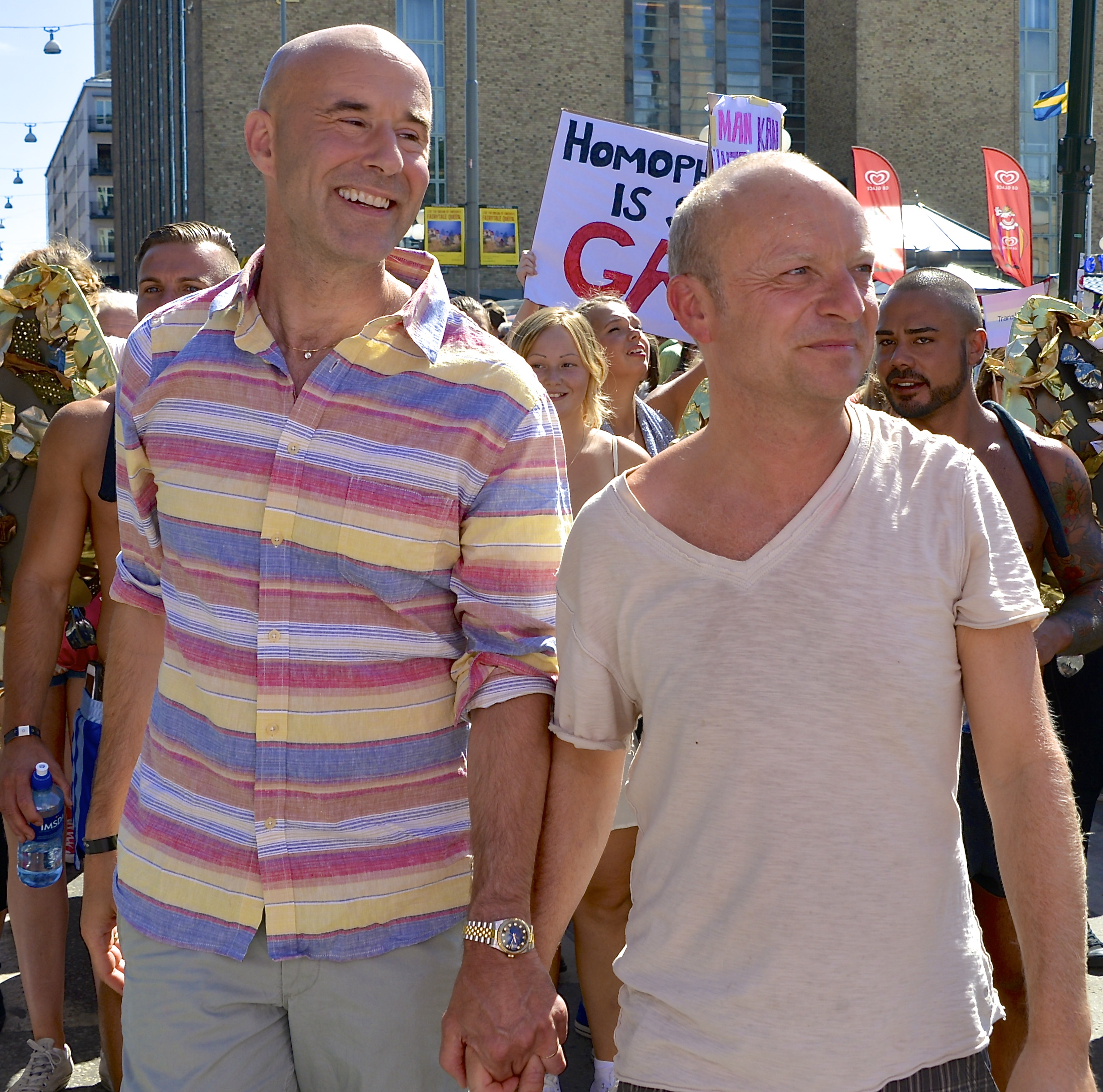
Gardell tillsammans med maken Mark Levengood på Stockholm Pride 2013.

Gardell blev sambo med Mark Levengood 1986 och ingick registrerat partnerskap med denne 1995. År 2011 gifte sig Gardell och Levengood. De var gifta fram till 2023. Paret har två barn, en son som Gardell har tillsammans med väninnan Ingeborg Svensson och en dotter som Levengood har tillsammans med Fanny Ambjörnsson.

## Produktioner

### Teaterpjäser
- 1989 – Lena och Percy (Byggd på Präriehundarna)
- 1989 – Ömheten
- 1989 – En fulings bekännelser
- 1990 – Isbjörnarna
- 1991 – Mormor gråter
- 1992 – Cheek to cheek
- 1992 – En komikers uppväxt
- 1997 – Människor i solen
- 1999 – Scheherzad
- 2005 – Helvetet är minnet utan makt att förändra

### Film och TV
- Kim och Jonas (1989)
- Gardell får hemligt besök
- Irma och Gerd
- En komikers uppväxt, långfilm (manus, 1992)
- En komikers uppväxt, tv-serie 1992)
- Fru Björks öden och äventyr, opera (libretto, 1994)
- Pensionat Oskar (manus, 1995)
- Cheek to cheek (manus, 1997)
- Livet är en schlager (manus, 2000)
- Stjärnorna på slottet (2008)
- De halvt dolda (manus, 2009)
- Åh, Herregud! (programledare och manus, 2010)
- Parlamentet (2010)
- Torka aldrig tårar utan handskar (manus, 2012)
- De dagar som blommorna blommar (manus, 2019)

### Scenshower
- Happenings (1984–1985)
- Good Night Mr Moon (1986)
- Kim å Jonas klang- och jubelkavalkad (1988)
- Kim å Jonas går igen (1989)
- En pall, en mikrofon och Jonas Gardell (1990–1991)
- En finstämd kväll med Jonas Gardell (1993–1994)
- En annan sorts föreställning (1995–1996)
- På besök i mellanmjölkens land (1996)
- På semester i mellanmjölkens land (1997)
- Komma tillbaka (1998–1999)
- Livet (2001–2002)
- Väckelsemöte (2004–2006)
- Allsång på Vasan (2007)
- Tillfällig gäst i ditt liv (2007–2009)
- Allsång på Ystads Teater (2008)
- Trafikplats Glädjen (2009–2011)
- Stand up, 2012 (2012–2013)
- Mitt enda liv (2013)
- 30 år tillsammans (2016)
- Queen of f*cking everything! (2018)

### Musik
CD - Nästan vackra
- Kärleksvisa
- Jag klarar mig
- Nästan vackra
- I’m gonna fuck you – until you stay fucked
- Aldrig ska jag sluta älska dig
- Förlåt dig själv
- Ni är inte glömda
- Det tror jag på
- Du är inte ensam
- Allt blir bra
- Tyst nu

Singel - Tillfällig gäst i ditt liv
- Tillfällig gäst i ditt liv
- Nästan vackra

CD - Allt jag ville säga (texter)
- Närmare himlen
- Ditt andetag
- Nån gång
- Allt jag ville säga
- Alltid leva, aldrig dö
- Förråda dig
- Förlåt att jag frågar
- Jag vet inte hur man gör
- Du är inte ensam
- Sparkar mitt liv
- Monster

## Priser och utmärkelser

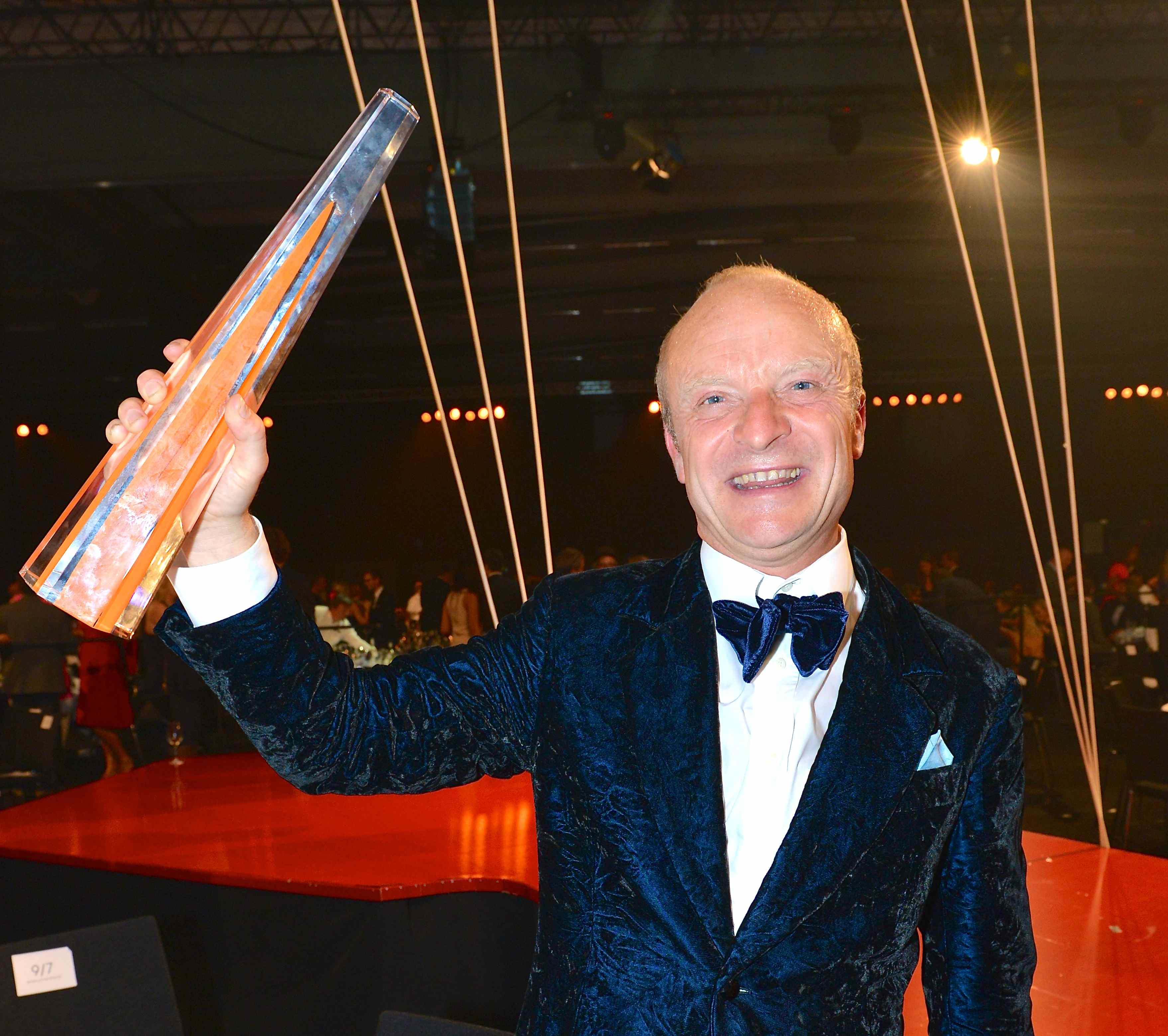
Årets tv-drama på Kristallen 2013 blev Gardells Torka aldrig tårar utan handskar.

- 1992 – Prix Futura (för En komikers uppväxt[28])
- 1993 – Gustaf Frödings stipendium[28]
- 1993 – Allan Hellman-priset tillsammans med Mark Levengood[29]
- 1996 – Guldbaggen för bästa filmmanus (Pensionat Oskar[30])
- 1996 – Tage Danielsson-priset[28]
- 1998 – Stora svenska talarpriset[31]
- 2001 – Årets uppstickare[32]
- 2006 – Siripriset[33]
- 2008 – Gaygalans hederspris[28]
- 2008 – Pocketpriset för Jenny
- 2008 – Teologie hedersdoktor vid Lunds universitet[28]
- 2009 – Kristallen för bästa dramaprogram, De halvt dolda[34]
- 2012 – BMF-plaketten för Torka aldrig tårar utan handskar: 1. Kärleken[35]
- 2012 – Årets Svensk av nyhetsmagasinet Fokus[28]
- 2012 – Årets författare[36]
- 2013 – Årets homo vid QX Gaygalan[28]
- 2013 – Medicine hedersdoktor vid Linköpings universitet[28]
- 2013 – Kristallen för Årets tv-drama, Torka aldrig tårar utan handskar[28]
- 2013 – Stockholms stads Bellmanpris[37]
- 2014 – Lisebergsapplåden[38]
- 2014 – Sveriges mest inflytelserika person på Twitter (för tredje året i rad[28])
- 2016 – Hederspris på Svenska Stand up-galan[39]
- 2024 – Illis quorum-medaljen (8:e storleken)[40]